# Smažený sýr
De Smažený sýr (in spreektaal soms smažák genoemd, Slowaaks: vyprážaný syr en Nederlands: Gefrituurde kaas) is een Tsjechische snack vergelijkbaar met de kaassoufflé. De Smažený sýr wordt gemaakt door een blok kaas (Edammer kaas, Goudse kaas of Emmentaler) in een combinatie van bloem, licht geklopt ei en paneermeel te paneren en daarna te frituren of braden. Als de gebruikte kaas hermelín of camembert is wordt het vaak als Smažený hermelín aangeduid. Andere varianten zijn Smažená niva met niva en Smažené tvarůžky met Olomoucké tvarůžky. De Smažený sýr is bij uitstek een gerecht dat wordt geserveerd in Tsjechische kroegen of als fastfood vanwege de eenvoud en snelheid waarmee hij te maken is en omdat hij goed vult. Hij wordt meestal geserveerd met patat of een ander aardappelgerecht en tartaarsaus of in een houska (een broodje vergelijkbaar met het Kaiserbroodje).